# Terre libérée
Terre libérée (Felszabadult föld) est un film hongrois, réalisé en 1950 par Frigyes Bán.

## Fiche technique
- Titre original : Felszabadult föld
- Titre français : Terre libérée
- Réalisation : Frigyes Bán
- Scénario : Frigyes Bán, d'après une œuvre de Pál Szabó.
- Durée : 1 heure 50 minutes
- Pays d'origine :  Hongrie
- Année de réalisation : 1950
- Genre : Film dramatique

## Distribution
- Ádám Szirtes
- Ági Mészáros
- Ilona Egri
- Benö Tamás
- János Görbe
- László Bánhidi